# Свобода (зупинний пункт)
Свобо́да — пасажирський зупинний пункт Ужгородської дирекції Львівської залізниці.
Розташований у селі Бакош Берегівського району Закарпатської області між станціями Батьово та Есень.